# 吉姆·斯科特 (弗吉尼亞州政治人物)
詹姆斯·馬丁·「吉姆」·斯科特（英語：James Martin "Jim" Scott；1938年6月11日—2017年4月13日），是美國的民主黨政治人物與社區事務顧問，前弗吉尼亚州众议院第五十三選區（福爾斯徹奇和部分費爾法克斯縣）議員。

## 早年與家庭生活
1938年，斯科特生於維吉尼亞州蓋拉克斯，曾入讀教堂山的北卡罗来纳大学，分別在1960年取得文學士學位和1965年取得文學碩士。在搬到維吉尼亞州北部後，他加入因諾瓦醫療系統工作，亦進入喬治梅森大學，在1982年獲得公共事務碩士學位。他的慈善工作都透過聯合基督教會、費爾法克斯青年夥伴關係（Fairfax Partnership for Youth）（董事會）、AHOME（每個人都負擔得起的住房）和費爾法克斯公平（Fairfax Fair）進行。

## 事業
斯科特曾在因諾瓦費爾法克斯醫院擔任社區事務顧問，也兼職出任費爾法克斯縣監督委員會委員（1972－1986）。他也曾出任華盛頓都會區政府協會、北弗吉尼亞州區域規劃委員會、北弗吉尼亞州交通委員會（前主席）、弗吉尼亞州縣協會（前會長）及華盛頓都會區交通局等機構的公職。
1992年到2014年，他循民主黨黨籍當選為弗吉尼亞州眾議院議員，其後在2013年宣布不再參選，並支持他的前助手、房地產律師馬庫斯·西蒙，最後成功當選。

## 逝世
2017年4月13日，斯科特在斯普林菲爾德因腦退化症逝世，享年78歲。

## 外部連結
- . Virginia Public Access Project.   [2017-04-17]. （原始内容存档于2014-07-24）.
- . Richmond Sunlight.   [2017-04-17]. （原始内容存档于2021-01-17）.
- Project Vote Smart - Representative James Martin 'Jim' Scott (VA) （页面存档备份，存于） profile
- Follow the Money - James M. Scott
  - 2005 2003 2001 1999 活動捐款

| 前任者： 不詳          | 費爾法克斯縣監督委員會普羅維登斯選區 委員 1974年－1982年 | 繼任者： 凱瑟琳·漢利 |
| 弗吉尼亞州眾議院       |                                                          |                      |
| 前任者： 威廉·J·霍威爾 | 維吉尼亞州眾議院第五十三選區 眾議院議員 1992年－2014年   | 繼任者： 馬庫斯·西蒙 |